# MadeInParis
Ne doit pas être confondu avec Made in Paris ou Mad in Paris.
MadeInParis, nom de scène de Dave Wayne, est un chanteur de RnB, rappeur, compositeur, réalisateur et ingénieur du son français originaire de Paris, né en 1995 à Saint-Martin au royaume des Pays-Bas.

## Biographie

### Enfance et vie privée
Dave Wayne naît aux Antilles néerlandaises, précisément à Saint-Martin, en 1995. Lorsqu'il quitte son île natale à l'âge de dix ans, Dave déménage en France, à Paris.
Pendant son enfance, il n'aime pas la musique en raison de ses sœurs qui regardent MTV en boucle à la télévision alors qu'il souhaite jouer aux jeux-vidéos.
Avant d'entrer dans le monde de la musique, Dave est vendeur.

### Carrière de l'ombre
En plus d'être auteur-compositeur-interprète, MadeInParis est également photographe, graphiste, ingénieur son, co-réalisateur de ses clips ou encore monteur,,. Cela le mène à travailler pour les équipes d'Oboy et d'Aya Nakamura notamment, et il comprend comment faire un hit, selon ses dires. Il est ainsi responsable du mixage pour le hit planétaire Djadja d'Aya Nakamura, sorti en 2018.
MadeInParis touche à tout par curiosité, mais également par nécessité. « J’ai compris à quel point ce serait vital en voyant comment tu n’es pas pris au sérieux dans ce milieu quand tu as pas de gros budgets. Et tout simplement quand tu n’es personne ». Il évoque notamment une anecdote avec Colors, qui ne veut pas l'inviter car il manque d'abonnés sur Instagram et n'a pas les 10'000 requis.

### Carrière de rappeur

#### Foreign(2017)
MadeInParis commence la musique en anglais, sa langue maternelle, avec un mélange de Hip Hop et de RnB.
Son premier projet, intitulé Foreign ("étranger" en anglais) est un EP dévoilé en septembre 2017. Le projet est long de six morceaux pour vingt minutes de musique. Sur le projet se trouve notamment Quelques millions, qui est son tout premier morceau en français. C'est grâce à celui-ci que son manageur le découvre, bien que le morceaux soit une blague à l'origine.

#### Dopamine EffectetToujours Plus(2019)
En mai 2019, MadeInParis enchaîne avec une première mixtape entièrement en anglais, Dopamine Effect. Douze morceaux sont en solo, tandis que More Not Less est une collaboration avec Trill Deus. Les sonorités de ce projet rappellent beaucoup les Etats-Unis. Contrairement à ses attentes, sa musique ne perce pas en France.
Réticent un premier temps, il est finalement convaincu par son manageur d'essayer de chanter en français. Il est rarissime pour un anglophone de rapper en français, ce qui place MadeInParis dans une catégorie à part dès ses débuts. Au mois de décembre sort son premier projet en français, un EP de cinq titres intitulé Toujours Plus.

#### VIDEetQuel beau jour pour mourir(2020-2021)
MadeInParis commence l'année 2020 avec un projet de dix titres intitulé VIDE. Le projet est entièrement solo. En mai 2020, le rappeur propose YSL, qui est son plus gros succès un mois plus tard, cumulant près de 130'000 écoutes sur Spotify, plus de quatre fois plus que son deuxième titre le plus populaire.
Au mois de décembre, MadeInParis dévoile le projet Quel beau jour pour mourir, qu'il a entièrement réalisé : voix, textes, production, mix, pochette... Il fait office de carte de visite pour la polyvalence de l'artiste.
Pendant l'année 2021, MadeInParis ne dévoile pas de projet, se contentant de singles. Parmi eux, Champagne en featuring avec Roshi qui marque sa première collaboration importante, mais également Dior et Serein marquent le paysage rap francophone cette année-là,. Il signe chez Epic Records, un label de Sony Music France, en juin 2021.

#### Voulez-vous coucher avec moietSensationnel(2022)
La mixtape Voulez-vous coucher avec moi, sa première en français, sort en février 2022. Sur les quinze titres qui la composent, quatre sont des collaborations avec d'autres artistes, qui sont Roshi, Luidji, Squidji et Lestin. Un "doux mélange entre belles mélodies et ambiances chaudes" selon Radio France. En avril 2022, MadeInParis est justement invité pendant une heure par leur radio Mouv'.
C'est sur ce projet que se trouve le hit national Sex, qui conquit la France avec unecertification or en octobre 2023, mais qui se classe dans les charts également en Suisse, en Belgique, au Maroc, en Allemagne et en Autriche. Au mois d'avril, MadeInParis en dévoile trois versions remixées, pour autant de langues et de nouveaux publics : l'Allemand avec Eddin, l'Anglais avec Muni Long et l'Espagnol avec Skechi.
Après ce premier vrai projet, MadeInParis ne chome pas et dévoile l'EP Sensationnel à la mi-juin. Ce dernier est composé de six titres en solo, dont Secret.

#### Comme vous voulez(2023)
Son premier album, Comme vous voulez, sort le 13 janvier 2023. Long de dix-sept titres, le projet de 49 minutes compte deux invités : Vacra sur Loca et Yemi Alade sur Come ova.
Invité par Raplume pour leur album MIEL, MadeInParis collabore avec Smeels sur Geneva.

#### Mourir peut attendre(2024)
En octobre 2024, MadeInParis fait son retour avec l'EP de sept titres Mourir peut attendre. L'un des morceaux est une collaboration, avec BGRZ.

## Style
L'une des principales caractéristiques de la musique de MadeInParis est le bilinguisme, une dualité français-anglais qui se retrouve dans son pseudonyme, MadeInParis ("fait/créé à Paris"), puisqu'il évoque en anglais la capitale française. Aussi, il se démarque par sa voix, "relativement aigüe, qui joue avec les hauteurs sans difficulté", qui peut rappeler Hamza.

Sa musique est dite éclectique, avec un univers qui oscille entre le divertissement à l'américaine et un érotisme donjuanesque, selon les mots de Mario Mathusalem. Ce sont justement les femmes et le sexe qui composent le plus clair de ses textes, si bien qu'il doit parfois s'auto-censurer,. Des textes qui correspondent à ses mélodies, comme il l'explique pour Numéro, mais qu'il peut mettre des mois à écrire, l'inspiration faisant parfois défaut. Aussi, il compose en français et traduit ses idées et ses paroles par la suite.
Quand j’ai commencé à rapper en anglais, j’étais dans le délire cainri ‘On va flex, on va vendre un lifestyle’ et c’est un peu ce que j’avais tenté de faire pour mon premier morceau en français qui s’appelle ‘Quelques millions.’ Sauf qu’après coup, je me suis dit que si je voulais rapper en français, il fallait que je le fasse en étant sincère et honnête. Aujourd’hui je suis moi-même dans ma musique, je raconte ce que j’ai vécu, ce que je vois, ce que je sais. Au final, faire de la musique en français m’a paradoxalement aidé à mieux m’exprimer et à mieux parler de moi.

- MadeInParis, en interview pour Views (29 juin 2020)
Avec le champ lexical et la façon dont je construis les histoires, j’essaye de faire en sorte que ça parle au plus grand nombre. Et surtout, j’aime aller droit au but sur la forme : chaque son c’est une intro rapide, un refrain, un couplet, un refrain, un couplet. 2 minutes 45, format radio. Tu t’ambiances, ça va vite et à la fin, comme c’est court, tu n’en as pas eu assez, donc tu remets le morceau ! C’est ça ma recette.

- MadeInParis, en interview pour Red Bull (21 mars 2022)

## Influences
MadeInParis grandit avec le hip hop américain et une culture très anglophone et ce sont des artistes comme The Weeknd, PartyNextDoor, Drake ou encore Kid Cudi qui lui donnent envie de faire de la musique. Il apprécie particulièrement "la minutie de leur musique, le traitement de la voix, le mixage…", comme il l'explique pour Views en juin 2020. De plus, il essaie de "ramener ce qui se fait aux États-Unis, mais de le faire à la sauce française".

## Discographie

### Albums studio
- 2019 : Dopamine Effect
- 2020 : Vide
- 2020 : Quel beau jour pour mourir

- 2023 : Comme vous voulez

### Singles
- 2022 : Sex [Remix] avec Eddin

### Apparitions
2020 :
- Kosei - Ride la nuit (sur l'EP Spooky Season)